# 오이마쓰촌
오이마쓰촌(老松村)은 이와테현 니시이와이군에 설치되었던 촌이다.

## 연혁
- 1875년 10월 17일 - 미즈사와현에 의한 촌락 통합에도 불구하고 오자와촌과 도게촌이 합병해 오이마쓰촌이 성립하였다.
- 1889년 4월 1일 - 정촌제 시행과 함께 단독으로 촌제를 시행해 니시이와이군에 소속되었다.
- 1955년 1월 1일 - 하나이즈미촌, 나가이촌, 히카타촌, 유시마촌, 와쿠쓰촌과 합병해 하나이즈미정이 되었다.

## 참고서적
- 『이와테현 정촌 합병지』(이와테현 총무부 지방과, 1957년)